# فنجاني برتقالي
فنجاني برتقالي (الاسم العلمي:Peziza aurantia) هو نوع من الفطريات يتبع جنس الفنجاني من فصيلة الفنجانية.